# نگرپارکر
نگرپارکر (به انگلیسی: Nagarparkar) یک شهر در پاکستان است که در ایالت سند واقع شده‌است.